# キリストの磔刑 (エル・グレコ、1600年)
『キリストの磔刑』（キリストのたっけい、西: La crucifixión、英: Crucifixion）は、ギリシア・クレタ島出身のマニエリスム期のスペインの巨匠エル・グレコが1596-1600年に制作したキャンバス上の油彩画で、『新約聖書』の4つの「福音書」すべてに記述されている「キリストの磔刑」を主題としている。マドリードにあったエンカルナシオン学院 (通称ドーニャ・マリア・デ・アラゴン学院) のための祭壇衝立の上段中央に配置されていたと思われるエル・グレコ円熟期の作品である。作品はマドリードのプラド美術館に収蔵されている。

## ドーニャ・マリア・デ・アラゴン学院祭壇衝立
聖アウグスティヌス会の神学校エンカルナシオン学院は、正式名称を「托身の我らが聖母」(西: nuestra señora de la encarnación) 学院といい、エル・グレコは、1596年、この学院に収めるべく祭壇衝立のための絵画群の発注を受けた。この祭壇衝立は、宮廷貴婦人で淑女であった発注者ドーニャ・マリア・デ・アラゴン (1539-1593年) の名にちなんで、一般に「ドーニャ・マリア・デ・アラゴン学院祭壇衝立」と呼ばれる。この祭壇衝立は19世紀初頭、フランスのナポレオン軍により掠奪、破壊され、構成していた絵画群は四散してしまった。それ以前の祭壇衝立に関する正確な記録がまったく現存しておらず、詳しいことはわかっていない。わずかに17世紀の画家・美術著作者アントニオ・パロミーノが「何点かのエル・グレコの作品がある」と書き、18世紀から19世紀の画家セアン・ベルムーデスが「それらはキリストの生涯に関するものだ」と述べているのみである。しかし、この祭壇衝立を構成する絵画として、『キリストの洗礼』(プラド美術館)、『羊飼いの礼拝』(ルーマニア国立美術館、ブカレスト)、『受胎告知』(プラド美術館) があったとする見解が支配的である。また、本作『キリストの磔刑』、『キリストの復活』、そして『聖霊降臨』(すべてプラド美術館) も候補として挙がっている。
作品群にはアウグスティヌス会の神秘主義者で、学院の初代院長アロンソ・デ・オロスコの神秘主義思想が投影されている。「受胎告知 (托身)」、「降誕 (羊飼いの礼拝)」、「洗礼」、「磔刑」、「復活」、「聖霊降臨」のすべての主題が「托身」と関連づけられる。これらの作品の配置については諸説が提出されてきたが、現在、一般的に認められている復元予想図は以下のようになっている。絵画の配置は、上段左から右に『キリストの復活』、『キリストの磔刑』、『聖霊降臨』、そして下段左から『羊飼いの礼拝』、『受胎告知』、『キリストの洗礼』である。
| ドーニャ・マリア・デ・アラゴン学院祭壇衝立の復元予想図 | ドーニャ・マリア・デ・アラゴン学院祭壇衝立の復元予想図 | ドーニャ・マリア・デ・アラゴン学院祭壇衝立の復元予想図 | ドーニャ・マリア・デ・アラゴン学院祭壇衝立の復元予想図 |
| ------------------------------------------------------ | ------------------------------------------------------ | ------------------------------------------------------ | ------------------------------------------------------ |
|                                                        |                                                        |                                                        |                                                        |
|                                                        |                                                        |                                                        |                                                        |

## 作品
ドーニャ・マリア・デ・アラゴン学院祭壇衝立の中で『受胎告知』の上に配置されていたと考えられる『キリストの磔刑』は、人類の「救済」のために「托身」したイエス・キリストがその救いを自らの「犠牲」によって保証するというキリスト教徒にとってもっとも重要な出来事を描いたものである。この出来事については、新約聖書の「マタイによる福音書」、「マルコによる福音書」、「ルカによる福音書」、「ヨハネによる福音書」すべてに記述されている。
十字架の左右に聖母マリアと聖ヨハネを配置し、空を舞う天使がキリストの血を両手に受ける図像は元来がビザンチン美術のものであるが、イタリア・ルネサンス期においてもティツィアーノ、ミケランジェロなど多くの例を見出すことができる。エル・グレコはそうした先例に倣いながらも、十字架の足元のマグダラのマリアと大胆な短縮法による天使を起点とする、螺旋状に渦巻く独創的な卵型構図を作り上げている。加えて、数多い先例には例を見ない、「辺りが暗くなり、神殿の幕が上下に裂け、地震が起こり、地は震い岩は裂けた」という聖書が伝える瞬間の要素を見事に表現している。ヨハネの背後にキリストの足元から立ち上る暗雲。マリアの背後に巨大な石灰岩のように湧き上がる雲の裂け目。闇の中にクローズ・アップされるキリストは、ミケランジェロのキリストとはまったく違って、苦痛とは無縁の美しさに輝いており、登場人物の中でもっとも堅牢な造形性を持っている。その顔には、神の計画の「すべてがなしとげられた」 (ヨハネ19章30) ゆえの死を黙想しているかのような深さが漂っている。「救済」の象徴である血の泉が流れ出るキリストの胸部は、旧約聖書のエゼキエル書 (47章1) が伝える「すべてを生かす泉と新しい約束の地」の図像化である。